# Lucius Valerius (Toreut)
Lucius Valerius war ein antiker römischer Toreut (Metallbildner), der wahrscheinlich in der ersten Hälfte des 1. Jahrhunderts tätig war.
Lucius Valerius ist heute nur noch aufgrund einer Signatur auf einem silberverkleideten Handschutz eines Schwertes (Gladius), das in Rheingönheim gefunden wurde, bekannt. In Rheingönheim befand sich seit claudischer Zeit ein Militärlager der Auxiliartruppen (Kastell Rheingönheim). Neben dem Namen gibt er auch das Gewicht des verwendeten Edelmetalls mit einem Pfund an. Die ergänzte Inschrift lautet:

“L VALERIVS PS VII”

„L(ucius) Valerius p(ondo) s(emiunciam) |(scripula) VII“